# سانا (بوتان)
سانا (به لاتین: Sana) یک منطقهٔ مسکونی در بوتان (کشور) است که در Trashigang District واقع شده‌است.